# 双杭街道
双杭街道原为中国福建省福州市台江区中部的一个街道，2004年并入后洲街道。

## 名称由来
北宋元祐年间之前，大庙山南麓沿岸有两个大沙痕供来往船只装卸货物，原名“上航”、“下航”。因“杭”与“航”通，故又称“上杭”、“下杭”。宋朝后，两个大沙痕逐渐形成陆地，分别称“上杭街”、“下杭街”，合称“上下杭”或“双杭”。